# لوك وود
لوك وود (2 أغسطس 1995 بشفيلد في المملكة المتحدة - ) (بالإنجليزية: Luke Wood)‏ هو لاعب كريكت بريطاني. لعب مع نادي مقاطعة نوتنغهامشير للكريكت ‏.

## وصلات خارجية
- لوك وود على موقع إي آس بي آن كريك إنفو (الإنجليزية)